# EA Black Box
EA Black Box (раніше Black Box Games) — канадська компанія, що займалася розробкою відеоігор. Штаб-квартира розташована в Бернабі разом зі студією EA Canada; раніше розташовувалася в Ванкувері. Заснована 1998 року колишніми співробітниками Radical Entertainment; до 2002 року була незалежною приватною компанією Black Box Games; після її придбання стала дочірньою компанією EA Canada.   

## Історія
Black Box Games розробляла ігри тільки по замовленнях самих правовласників авторських прав та торгових марок, таких як Sega, Midway Games та Electronic Arts. Після її придбання в червні 2002 року, студія стала дочірньою компанією EA Canada. 
На 2007 рік в компанії працювало 350 співробітників. 
19 грудня 2008 року EA Black Box оголосила про закриття своєї ванкуверської студії та переміщенні інфраструктур в бернабійські об'єкти EA Canada в рамках загальної реструктуризації Electronic Arts. Процес повинен був завершитися в червні 2009 року.
Під час розробки відеогри Need for Speed: World студія була перейменована, й до закриття називалася Quicklime Games.
В квітні 2013 року Electronic Arts остаточно закрила компанію, а відповідальність за майбутній розвиток серії відеоігор Need for Speed передала іншому власному дочірньому підприємству, Ghost Games.

## Розроблені відеоігри
| Назва гри                     | Рік випуску | Платформа                                                                       |
| ----------------------------- | ----------- | ------------------------------------------------------------------------------- |
| NHL 2K                        | 2000        | Dreamcast                                                                       |
| NASCAR 2001                   | 2000        | PlayStation                                                                     |
| NHL Hitz 20-02                | 2001        | PlayStation 2, Xbox, Nintendo GameCube                                          |
| Sega Soccer Slam              | 2002        | PlayStation 2, Xbox, Nintendo GameCube                                          |
| NHL Hitz 20-03                | 2002        | PlayStation 2, Xbox, Nintendo GameCube                                          |
| Need for Speed: Hot Pursuit 2 | 2002        | Microsoft Windows, PlayStation 2                                                |
| NHL 2004                      | 2003        | PlayStation 2, Xbox, Nintendo GameCube                                          |
| Need for Speed: Underground   | 2003        | Microsoft Windows, PlayStation 2, Xbox, Nintendo GameCube                       |
| NHL 2005                      | 2004        | PlayStation 2, Xbox, Nintendo GameCube                                          |
| Need for Speed: Underground 2 | 2004        | Microsoft Windows, PlayStation 2, Xbox, Nintendo GameCube                       |
| Need for Speed: Most Wanted   | 2005        | Microsoft Windows, Xbox 360, PlayStation 2, Xbox                                |
| Need for Speed: Carbon        | 2006        | Microsoft Windows, Macintosh, PlayStation 3, Xbox 360, PlayStation 2, Wii, Xbox |
| Skate                         | 2007        | PlayStation 3, Xbox 360                                                         |
| Need for Speed: ProStreet     | 2007        | Microsoft Windows, PlayStation 3, Xbox 360, PlayStation 2, Wii                  |
| Need for Speed: Undercover    | 2008        | Microsoft Windows, PlayStation 3, Xbox 360, PlayStation 2, Wii                  |
| Skate It                      | 2008        | Wii                                                                             |
| Skate 2                       | 2009        | PlayStation 3, Xbox 360                                                         |
| Skate 3                       | 2010        | PlayStation 3, Xbox 360                                                         |
| Need For Speed: World         | 2010        | Microsoft Windows                                                               |
| Need for Speed: The Run       | 2011        | Microsoft Windows, PlayStation 3, Xbox 360, Wii, Nintendo 3DS                   |